# Бенк
Бенк (фр. Benque) насеље је и општина у јужној Француској у региону Миди Пирене, у департману Горња Гарона која припада префектури Сен Годан.
По подацима из 2011. године у општини је живело 165 становника, а густина насељености је износила 14,6 становника/km². Општина се простире на површини од 11,3 km². Налази се на средњој надморској висини од 375 метара (максималној 373 m, а минималној 266 m).

## Демографија
| 1962. | 1968. | 1975. | 1982. | 1990. | 1999. | 2011. |
| ----- | ----- | ----- | ----- | ----- | ----- | ----- |
| 189   | 231   | 202   | 168   | 170   | 154   | 165   |

График промене броја становника у току последњих година